# Calpurnius Siculus
Titus Calpurnius Siculus war ein römischer Dichter im 1. Jahrhundert n. Chr., zur Zeit Neros.
Über seine Person ist praktisch nichts bekannt, außer dem, was man aus seinen Werken erschließen kann. Erhalten sind von ihm sieben Eklogen (Hirtengedichte), die sich in vielem am Vorbild der Bucolica Vergils orientieren. Wie bei Vergil schildern einige der Eklogen (2., 3., 5. und 6.) Szenen aus einem idealisierten Hirtenleben, während andere (1., 4. und 7.) auf politische Themen anspielen, bei Calpurnius Siculus in Form einer Lobpreisung Neros als idealer Herrscher. Unter ihm werde angeblich (vergleichbar der berühmten 4. Ekloge Vergils) das "Goldene Zeitalter" ewigen Friedens wiederkehren. Genannt wird auch ein Gönner, Meliboeus (ein traditioneller Name der Hirtenpoesie), in dem manche Wissenschaftler Gaius Calpurnius Piso gesehen haben, den späteren Anführer einer Verschwörung gegen Nero. Ähnliche literarische Verherrlichungen der Herrschaft des jungen Nero finden sich auch in der Seneca zugeschriebenen Apocolocyntosis und den anonym überlieferten Einsiedler Gedichten.

## Textausgaben und Übersetzungen
- Dietmar Korzeniewski (Hrsg.): Hirtengedichte aus neronischer Zeit. Titus Calpurnius Siculus und die Einsiedler Gedichte. Wissenschaftliche Buchgesellschaft, Darmstadt 1971, ISBN 3-534-04627-7 (kritische Edition mit Übersetzung)
- Maria Assunta Vinchesi: Calpurnii Siculi eclogae. Felice Le Monnier, Firenze 2014, ISBN 978-88-00-81298-6 (kritische Edition mit italienischer Übersetzung und Kommentar)